# Списак споменика НОБ у Хрватској
Списак споменика посвећених Народноослободилачкој борби, од 1941. до 1945. године, као и народним херојима и истакнутим личностима Народноослободилачког покрета који се налазе у Републици Хрватској. Због обимности чланак је подељен у три целине.

## Меморијални комплекси
| Меморијални комплекси посвећени Народноослободилачкој борби на територији Републике Хрватске |                                            |                                     | |                                                                    |                                                                          |
| Слика                                                                                        | назив меморијалног комплекса               | локација                            | посвећен | аутор/и и година постављања                                        | напомена                                                                 |
|                                                                                              | Меморијални комплекс „Батинска битка“      | Батина                              | борцима Југословенске и Црвене армије погинулим у бици код Батине                                                                       | вајар Антун Аугустинчић и архитекта Срећко Лончаревић, 1947-1976.  | —                                                                        |
|                                                                                              | Меморијални парк „Петрова Гора“            | Петрова гора                        | илегалном деловању особља партизанске болнице, слободној територији, палим борцима НОВЈ и жртвама фашизма                               | група аутора, 1963-1982.                                           | са споменика поскидане оплате од нерђајућег челика                       |
|                                                                                              | Партизанско гробље на Мирогоју             | Загреб                              | борцима ЈА преминулима од задобивених озледа током завршних операција ЈА                                                                | —                                                                  | —                                                                        |
|                                                                                              | Спомен-гробље страдалих на Сремском фронту | Комлетинци                          | 3700 војника Југословенске армије погинулима на Сремском фронту                                                                         | архитекта Зденко Колацио и вајар Душан Џамоња, 1960-1976.          | —                                                                        |
|                                                                                              | Спомен-гробље страдалих на Сремском фронту | Шаренград                           | 450 војника Југословенске армије погинулима на Сремском фронту                                                                          | архитекта Зденко Колацио                                           | —                                                                        |
|                                                                                              | Спомен-гробље жртава фашизма               | Лепоглава                           | стрељаним заточеницима логора Лепоглава                                                                                                 | вајар Стеван Лукетић, 1980-1984.                                   | —                                                                        |
|                                                                                              | Спомен-парк „Борик“                        | Бјеловар                            | жртвама фашизма стрељаним од усташа | вајар Војин Бакић, 1947.                                           | —                                                                        |
|                                                                                              | Спомен-парк „Брезовица“                    | Сисак                               | месту оснивања Сисачког партизанског одреда 22. јуна 1941. године                                                                       | вајар Желимир Јанеш, 1981.                                         | —                                                                        |
|                                                                                              | Спомен-парк „Гудовац“                      | Гудовац                             | српским цивилима убијеним од стране усташа 27. априла 1941. године                                                                      | вајар Војин Бакић, 1955.                                           | централни споменик миниран 1991. године                                  |
|                                                                                              | Спомен-парк „Дотршћина“                    | Загреб                              | антифашистима и родољубима стрељаним од усташа                                                                                          | група аутора, 1968-1988.                                           | —                                                                        |
|                                                                                              | Спомен-парк „Дудик“                        | Вуковар                             | родољубима и антифашистима стрељаним од усташа                                                                                          | архитекта Богдан Богдановић, 1978-1980.                            | —                                                                        |
|                                                                                              | Спомен-парк „Кампор“                       | Раб                                 | стрељаним заточеницима логора Кампор | архитекта Едвард Равникар и вајар Владимир Лакович, 1953-1988.     | —                                                                        |
|                                                                                              | Спомен-подручје „Бијели Потоци-Каменско“   | Каменско, код Коренице              | првој партизанској болници у Хрватској, слободној територији, палим борцима НОВЈ и жртвама фашизма                                      | Владимир Угреновић и Берислав Радимир, 1959-1984.                  | споменик током 1990-их препродан у старо гвожђе, спомен-подручје зарасло |
|                                                                                              | Спомен-подручје „Братство-јединство“       | Шамарица-Чавић брдо-Жабно-Брезовица | партизански логор, партизанска болница, Прва банијска пролетерска чета, Сисачки партизански одред, палим борцима НОВЈ и жртвама фашизма | група аутора, 1979-1981.                                           | спомен-дом „Шамарица” девастиран                                         |
|                                                                                              | Спомен-подручје „Даница“                   | Копривница                          | стрељаним заточеницима логора Даница | архитекта Ленко Плештина, 1979-1981.                               | —                                                                        |
|                                                                                              | Спомен-подручје „Јадовно“                  | Госпић                              | стрељаним заточеницима логора Јадовно                                                                                                   | вајар Ратко Петрић, 1988.                                          | —                                                                        |
|                                                                                              | Спомен-подручје „Јасеновац“                | Јасеновац                           | стрељаним заточеницима логора Јасеновац                                                                                                 | група аутора, 1968-1983.                                           | —                                                                        |
|                                                                                              | Спомен-парк „Раков Поток“                  | Раков Поток, код Загреба            | антифашистима и родољубима стрељаним од усташа                                                                                          | група аутора                                                       | —                                                                        |
|                                                                                              | Спомен-подручје „Тичан“                    | Тичан, код Вишњана                  | антифашистима и родољубима стрељаним од немачких војника 11. септембра 1943. године                                                     | —                                                                  | —                                                                        |
|                                                                                              | Спомен-парк „Шубићевац“                    | Шибеник                             | Ради Кончару и 42-ојици осталих антифашиста и родољуба стрељаних од италијанских фашиста                                                | вајар Коста Ангели Радовани и архитекта Зденко Колацио, 1962-1978. | —                                                                        |

## Споменици НОБ
| Spomenici посвећени Народноослободилачкој борби на територији Републике Хрватске |                                               |                    | |                                                           | |
| Слика                                                                            | назив споменика                               | локација           | посвећен | аутор/и и година постављања                               | напомена |
|                                                                                  | „Галебова крила“                              | Подгора            | оснивању Морнарице НОВЈ | вајар Рајко Радовић, 1961.                                | — |
|                                                                                  | Гробница народних хероја                      | Загреб             | 29-орици народних хероја Југославије и политичких активиста КПЈ                                                                   | вајар Ђуро Кавурић, 1968.                                 | — |
|                                                                                  | „Пламен Револуције“                           | Загреб             | борцима НОВЈ из Чрномерца погинулима у НОБ                                                                                        | вајар Иван Саболић, 1959.                                 | заштићено културно добро Републике Хрватске                                                                                           |
|                                                                                  | „Позив на устанак“                            | Загреб             | борцима НОВЈ из Подсуседа погинулима у НОБ                                                                                        | вајар Вања Радауш                                         | заштићено културно добро Републике Хрватске                                                                                           |
|                                                                                  | „Пробој обруча“                               | Плесо, код Загреба | борцима НОВЈ погинулим у НОБ и диверзнатској акцији Туропољског партизанског одреда на аеродромима Плесо и Куриловец 1943. године | вајар Маријан Бургер, 1978.                               | — |
|                                                                                  | „Рањеник“                                     | Загреб             | жртвама фашизма | вајар Вања Радауш                                         | — |
|                                                                                  | Спомен-гробница бораца Црвене армије          | Илок               | погинулим војницима Црвене армије                                                                                                 | архитекта Зденко Колацио                                  | — |
|                                                                                  | Спомен-гробница жртава фашизма                | Загреб             | око 400 козарачке деце преминуле у Јасеновцу, Лепоглави, Јастребарском и осталим логорима                                         | вајар Стеван Лукетић                                      | — |
|                                                                                  | Спомен-гробница жртава фашизма                | Огулин             | партизанима из Дрежнице које су на Буковнику стрељали италијански фашисти 2. децембра 1941.                                       | вајарка Ксенија Кантоци, 1948.                            | миниран и срушен 1990-их |
|                                                                                  | Спомен-гробница палих бораца и жртава фашизма | Вировитица         | борцима НОВЈ погинулим у НОБ и жртвама фашизма                                                                                    | вајар Душан Џамоња и Мирослав Вертачник                   | 1990-их премештен из центра града на градско горбље                                                                                   |
|                                                                                  | Спомен-гробница палих бораца                  | Славонски Брод     | борцима НОВЈ погинулим у НОБ | —                                                         | — |
|                                                                                  | Спомен-костурница у Вараждину                 | Вараждин           | борцима НОВЈ погинулим у НОБ и жртвама фашизма                                                                                    | —                                                         | — |
|                                                                                  | спомен-светионик палим борцима                | Сплит              | борцима НОВЈ погинулим у НОБ | вајар Андрија Крстуловић                                  | — |
|                                                                                  | Споменик 26 смрзнутих партизана               | Матић пољана       | 26-орици смрзнутих партизана током марша у ноћи 19. и 20. фебруара 1944. године                                                   | архитекта Зденко Сила                                     | — |
|                                                                                  | Споменик жртвама фашизма                      | Крапинске Топлице  | жртвама фашизма | вајар Антун Аугустинчић, 1973.                            | средином 1990-их, петокрака звезда је замењена грбом Хрватске, а тексту У спомен жртвама фашизма доклесано је и Домовинског рата      |
|                                                                                  | Споменик жртвама фашизма                      | Липа               | становницима села стрељаним од италијанских фашиста 30. априла 1943. године                                                       | —                                                         | — |
|                                                                                  | Споменик жртвама фашизма („Галге“)            | Огулин             | жртвама које су усташе обесиле или стрељале (око 500 бораца и цивила)                                                             | вајар Вјекослав Рукљач                                    | срушен 1992. године |
|                                                                                  | Споменик жртвама фашизма                      | Осијек             | жртвама фашизма из Осијека и Славоније                                                                                            | вајар Оскар Немон                                         | — |
|                                                                                  | Споменик жртвама фашизма                      | Особјава, Пељешац  | становницима села стрељаним од фашиста 23. октобра 1943. године                                                                   | 1964.                                                     | — |
|                                                                                  | Споменик жртвама фашизма                      | Пијавичино         | жртвама фашизма | —                                                         | — |
|                                                                                  | Споменик жртвама фашизма                      | Платак, код Ријеке | становницима села стрељаним од италијанских фашиста 12. јула 1942. године                                                         | вајар Шиме Вулас, 1970.                                   | — |
|                                                                                  | Споменик жртвама фашизма                      | Чаковец            | жртвама фашизма | вајар Вјекослав Рукљач, 1950.                             | — |
|                                                                                  | Споменик ослобођењу Ријеке                    | Ријека             | борцима НОВЈ погинулим у борбама за ослобођење Ријеке 1945. године                                                                | вајар Винко Матковић, 1955.                               | — |
|                                                                                  | Споменик палим борцима                        | Блато, Корчула     | борцима НОВЈ погинулим у НОБ | —                                                         | — |
|                                                                                  | Споменик палим борцима                        | Бобота             | борцима НОВЈ погинулим у НОБ | —                                                         | — |
|                                                                                  | Споменик палим борцима                        | Болман             | борцима Југословенске и Црвене армије погинулим у бици код Болмана                                                                | вајар Никола Кечанин, 1951.                               | оштећен |
|                                                                                  | Споменик палим борцима                        | Вела Лука          | борцима НОВЈ погинулим у НОБ | вајар Мирко Остоја, 1950.                                 | — |
|                                                                                  | Споменик палим борцима                        | Вигањ              | борцима НОВЈ погинулим у НОБ | —                                                         | — |
|                                                                                  | Споменик палим борцима                        | Вишково            | борцима НОВЈ погинулим у НОБ | —                                                         | — |
|                                                                                  | Споменик палим борцима                        | Грохоте, Шолта     | борцима НОВЈ погинулим у НОБ | —                                                         | — |
|                                                                                  | Споменик палим борцима                        | Дабар              | борцима НОВЈ погинулим у НОБ | —                                                         | оштећен |
|                                                                                  | Споменик палим борцима                        | Драмаљ             | борцима НОВЈ погинулим у НОБ | вајар Звонко Цар                                          | — |
|                                                                                  | Споменик палим борцима                        | Дрвеник Вели       | борцима НОВЈ погинулим у НОБ | 1951.                                                     | — |
|                                                                                  | Споменик палим борцима                        | Ђурђевац           | борцима НОВЈ погинулим у НОБ | вајар Славко Шоша, 1952.                                  | — |
|                                                                                  | Споменик палим борцима                        | Загреб             | борцима НОВЈ погинулим у НОБ | вајар Антун Аугустинчић, 1953.                            | заштићено културно добро Републике Хрватске                                                                                           |
|                                                                                  | Споменик палим борцима                        | Загреб             | борцима НОВЈ са Трешњевке погинулима у НОБ                                                                                        | 1953.                                                     | — |
|                                                                                  | Споменик палим борцима                        | Загреб             | борцима НОВЈ из Стењевца погинулима у НОБ                                                                                         | архитекта Зденко Колацио, 1961.                           | заштићено културно добро Републике Хрватске                                                                                           |
|                                                                                  | Споменик палим борцима                        | Загреб             | борцима НОВЈ из Јаруна и Рудеша погинулима у НОБ                                                                                  | 1962.                                                     | — |
|                                                                                  | Споменик палим борцима                        | Загреб             | борцима НОВЈ из Цигленице погинулим у НОБ                                                                                         | вајар Томислав Остоја, 1972.                              | — |
|                                                                                  | Споменик палим борцима                        | Загреб             | Загрепчанима погинулим у НОБ | вајар Бранко Ружић, 1981-1989.                            | споменик се налази унутар Спомен-парка „Дотршћина“                                                                                    |
|                                                                                  | Споменик палим борцима                        | Јасенак            | борцима НОВЈ погинулим у НОБ | —                                                         | — |
|                                                                                  | Споменик палим борцима                        | Јеловице           | борцима НОВЈ погинулим у НОБ | —                                                         | — |
|                                                                                  | Споменик палим борцима                        | Канижа             | борцима НОВЈ погинулим у НОБ | —                                                         | — |
|                                                                                  | Споменик палим борцима                        | Краљевица          | борцима НОВЈ погинулим у НОБ | вајар Звонко Цар                                          | — |
|                                                                                  | Споменик палим борцима                        | Кумровец           | борцима НОВЈ погинулим у НОБ | —                                                         | — |
|                                                                                  | Споменик палим борцима                        | Ловиште            | борцима НОВЈ погинулим у НОБ | —                                                         | — |
|                                                                                  | Споменик палим борцима                        | Нови Винодолски    | борцима НОВЈ погинулим у НОБ | вајар Желимир Јанеш                                       | — |
|                                                                                  | Споменик палим борцима                        | Оребић             | борцима НОВЈ погинулим у НОБ | —                                                         | — |
|                                                                                  | Споменик палим борцима                        | Ријека             | железничким радницима погинулим у НОБ                                                                                             | —                                                         | — |
|                                                                                  | Споменик палим борцима                        | Самобор            | борцима НОВЈ погинулим у НОБ | вајар Никола Њирић                                        | — |
|                                                                                  | Споменик палим борцима                        | Стон               | борцима НОВЈ погинулим у НОБ | 1955.                                                     | — |
|                                                                                  | Споменик палим борцима                        | Трпиња             | борцима НОВЈ погинулим у НОБ | —                                                         | — |
|                                                                                  | Споменик палим борцима                        | Цриквеница         | борцима НОВЈ погинулим у НОБ | вајар Звонко Цар, 1949.                                   | — |
|                                                                                  | Споменик палим борцима                        | Шолта              | борцима НОВЈ погинулим у НОБ | —                                                         | — |
|                                                                                  | Споменик палим борцима Црвене армије          | Бели Манастир      | војницима Црвене армије погинулима у ослобођењу Белог Манастира и околине                                                         | —                                                         | — |
|                                                                                  | Споменик палим борцима и жртвама фашизма      | Бобота             | борцима НОВЈ погинулим у НОБ и жртвама фашизма                                                                                    | 1955.                                                     | — |
|                                                                                  | Споменик палим борцима и жртвама фашизма      | Болман             | борцима НОВЈ погинулим у НОБ и жртвама фашизма                                                                                    | 1963.                                                     | — |
|                                                                                  | Споменик палим борцима и жртвама фашизма      | Водице             | борцима НОВЈ погинулим у НОБ и жртвама фашизма                                                                                    | вајар Маријан Бургер                                      | — |
|                                                                                  | Споменик палим борцима и жртвама фашизма      | Врбовско           | борцима НОВЈ погинулим у НОБ и жртвама фашизма                                                                                    | вајар Велибор Мачукатин                                   | — |
|                                                                                  | Споменик палим борцима и жртвама фашизма      | Габош              | борцима НОВЈ погинулим у НОБ и жртвама фашизма                                                                                    | вајар Вања Радауш                                         | — |
|                                                                                  | Споменик палим борцима и жртвама фашизма      | Доњи Лапац         | борцима НОВЈ погинулим у НОБ и жртвама фашизма                                                                                    | вајар Вјекослав Рукљач, 1969.                             | — |
|                                                                                  | Споменик палим борцима и жртвама фашизма      | Дривеник           | борцима НОВЈ погинулим у НОБ и жртвама фашизма                                                                                    | 1962.                                                     | — |
|                                                                                  | Споменик палим борцима и жртвама фашизма      | Жупање Село        | борцима НОВЈ погинулим у НОБ и жртвама фашизма                                                                                    | 1983.                                                     | — |
|                                                                                  | Споменик палим борцима и жртвама фашизма      | Загреб             | борцима НОВЈ из Кустошије погинулима у НОБ и жртвама фашизма                                                                      | 1959.                                                     | — |
|                                                                                  | Споменик палим борцима и жртвама фашизма      | Загреб             | борцима НОВЈ погинулим у НОБ и жртвама фашизма                                                                                    | вајар Стеван Лукетић, 1981.                               | споменик се налази унутар Спомен-парка „Дотршћина“                                                                                    |
|                                                                                  | Споменик палим борцима и жртвама фашизма      | Карловац           | борцима НОВЈ погинулим у НОБ и жртвама фашизма                                                                                    | вајар Вања Радауш и архитекта Драго Иблер, 1955.          | Споменик оштећен 1991, бронзане фигуре покрадене                                                                                      |
|                                                                                  | Споменик палим борцима и жртвама фашизма      | Крапањ             | борцима НОВЈ погинулим у НОБ и жртвама фашизма                                                                                    | —                                                         | са споменика је скинута петокрака звезда                                                                                              |
|                                                                                  | Споменик палим борцима и жртвама фашизма      | Куна Пелишка       | борцима НОВЈ погинулим у НОБ и жртвама фашизма                                                                                    | —                                                         | — |
|                                                                                  | Споменик палим борцима и жртвама фашизма      | Лабин              | борцима НОВЈ погинулим у НОБ, жртвама фашизма и Лабинској републици                                                               | —                                                         | — |
|                                                                                  | Споменик палим борцима и жртвама фашизма      | Маркушица          | борцима НОВЈ погинулим у НОБ, жртвама фашизма из Маркушице и Подриња                                                              | 1963.                                                     | — |
|                                                                                  | Споменик палим борцима и жртвама фашизма      | Оребић, Пељешац    | борцима НОВЈ погинулим у НОБ и жртвама фашизма                                                                                    | Иван Митровић и Златко Јерић, 1983.                       | оштећен |
|                                                                                  | Споменик палим борцима и жртвама фашизма      | Перој              | борцима НОВЈ погинулим у НОБ и жртвама фашизма                                                                                    | —                                                         | — |
|                                                                                  | Споменик палим борцима и жртвама фашизма      | Плоче              | борцима НОВЈ погинулим у НОБ и жртвама фашизма                                                                                    | —                                                         | — |
|                                                                                  | Споменик палим борцима и жртвама фашизма      | Повиле             | борцима НОВЈ погинулим у НОБ и жртвама фашизма                                                                                    | 1983.                                                     | — |
|                                                                                  | Споменик палим борцима и жртвама фашизма      | Пула               | борцима НОВЈ погинулим у НОБ и жртвама фашизма                                                                                    | вајар Вања Радауш, 1950.                                  | — |
|                                                                                  | Споменик палим борцима и жртвама фашизма      | Ровињ              | борцима НОВЈ погинулим у НОБ и жртвама фашизма                                                                                    | вајар Иван Саболић, 1956.                                 | — |
|                                                                                  | Споменик палим борцима и жртвама фашизма      | Плованија          | борцима НОВЈ погинулим у НОБ и жртвама фашизма                                                                                    | вајар Александар Рукавина, 1981.                          | — |
|                                                                                  | Споменик палим борцима и жртвама фашизма      | Слабиња            | борцима НОВЈ погинулим у НОБ и жртвама фашизма                                                                                    | Станислав Мишић, 1981.                                    | — |
|                                                                                  | Споменик палим борцима и жртвама фашизма      | Слатина            | борцима НОВЈ погинулим у НОБ и жртвама фашизма                                                                                    | —                                                         | — |
|                                                                                  | Споменик палим борцима и жртвама фашизма      | Тординци           | борцима НОВЈ погинулим у НОБ и жртвама фашизма                                                                                    | —                                                         | — |
|                                                                                  | Споменик победи народа Славоније              | Каменска           | Народноослободилачкој борби народа Славоније                                                                                      | вајар Војин Бакић и архитекта Јосип Сајсл, 1957-1968.     | срушен 1992. године |
|                                                                                  | Споменик Просиначким жртвама                  | Загреб             | 16-орици антифашиста обешеним од усташа 20. децембра 1943. године                                                                 | вајар Душан Џамоња, 1961.                                 | заштићени споменик културе Републике Хрватске                                                                                         |
|                                                                                  | Споменик Револуције                           | Макарска           | борцима НОВЈ погинулим у НОБ и жртвама фашизма                                                                                    | Матија Салај, Шиме Вулас и Анте Кудуз, 1974.              | — |
|                                                                                  | Споменик револуције народа Мославине          | Подгарић           | Народноослободилачкој борби народа Мославине                                                                                      | вајар Душан Џамоња, 1965-1967.                            | — |
|                                                                                  | Споменик Слободи                              | Доњи Михољац       | борцима НОВЈ погинулим у НОБ и жртвама фашизма                                                                                    | вајар Стјепан Брлошић и архитекта Фрањо Ференчевић, 1968. | — |
|                                                                                  | Споменик Устанку                              | Огулин             | спомен-костурница с остацима 800 бораца НОВЈ и жртава фашизма                                                                     | вајар Вјекослав Рукљач                                    | костурница 1990-их премештена на гробље                                                                                               |
|                                                                                  | Споменик устанку народа Баније и Кордуна      | Петрова гора       | Народноослободилачкој борби, палим борцима НОВЈ и жртвама фашизма са Баније и Кордуна                                             | вајар Војин Бакић, 1970-1982.                             | оштећен |
|                                                                                  | Споменик устанку народа Горског котара        | Делнице            | борцима НОВЈ погинулим у НОБ и жртвама фашизма                                                                                    | вајар Белизар Бахорић, 1954.                              | — |
|                                                                                  | Споменик устанку народа Хрватске              | Срб                | Дану устанка народа Хрватске 1941. године                                                                                         | вајар Вања Радауш, 1951.                                  | срушен 1995, обновљен 2010. године |
|                                                                                  | „Стрељање талаца“                             | Загреб             | жртвама фашизма стрељаним у Дотршћини, Максимиру и Раковом Потоку                                                                 | вајар Франо Кршинић, 1951.                                | заштићени споменик културе Републике Хрватске                                                                                         |
|                                                                                  | „Три морнара“                                 | Сењ                | борцима НОВЈ погинулим у НОБ | вајар Иван Вукушић                                        | — |
|                                                                                  | „Устанак“                                     | Дрежница           | борцима НОВЈ погинулим у НОБ | вајар Коста Ангели Радовани, 1949.                        | — |
|                                                                                  | „Устанак“                                     | Сисак              | борцима НОВЈ погинулим у НОБ | вајар Франо Кршинић, 1954.                                | налазио се на Тргу револуције у Сиску, 1990-их премештен у спомен-парк „Брезовица“. 2014. године потпуно уништен, а дијелови отуђени. |

## Споменици народним херојима и истакнутим учесницима НОП-а
| Споменици посвећени народним херојима и истакнутим учесницима НОП-а на територији Републике Хрватске |                         |                               |                                    | |
| Слика                                                                                                | назив споменика         | локација                      | аутор/и и година постављања        | напомена |
| | Божидар Аџија           | Загреб                        | —                                  | — |
| | Слободан Бајић Паја     | Шидски Бановци                | Вања Радауш, 1969.                 | — |
| | Зденка и Рајка Баковић  | Загреб                        | вајар Иван Саболић, 1978.          | — |
| | Олга Бан                | Пула                          | 2013.                              | — |
| | Јосип Бендак            | Вировитица                    | —                                  | — |
| | Матео Бенуси Цио        | Ровињ                         | —                                  | — |
| | Јосип Броз Тито         | Кумровец                      | вајар Антун Аугустинчић, 1947.     | — |
| | Јосип Броз Тито         | Пула                          | 2013.                              | — |
| | Виктор Бубањ            | Делнице                       | 1981.                              | — |
| | Виктор Бубањ            | Ријека                        | —                                  | — |
| | Ђузепе Будицин Пино     | Ровињ                         | —                                  | — |
| | Анка Буторац            | Загреб                        | вајар Александар Јовановски, 1980. | — |
| | Јожа Влаховић           | Загреб                        | —                                  | — |
| | Вилим Гаљер             | Ђурђевац                      | вајар Стјепан Грачан               | — |
| | Љубица Геровац          | Огулин                        | око 1977.                          | уклоњен 1990-их из дворишта истоименог дечјег вртића                                                                                     |
| | Јурица Грбин Грозде     | Блато, Корчула                | —                                  | на фотографији, лева биста |
| | Винко Јеђут             | Загреб                        | —                                  | — |
| | Јурај Калц              | Пула                          | 2013.                              | — |
| | Вјекослав Клобучар      | Делнице                       | 1981.                              | — |
| | Иван Горан Ковачић      | Загреб                        | вајар Војин Бакић, 1963.           | — |
| | Драгица Кончар          | Загреб                        | вајар Лујо Лозица                  | — |
| | Раде Кончар             | Загреб                        | вајар Вања Радауш                  | стајао испред фабрике, 1991. премештен у двориште                                                                                        |
| | Иван Ленац              | Делнице                       | 1981.                              | — |
| | Тонка Лоренцин          | Пула                          | 2013.                              | — |
| | Иван Маринковић Славко  | Цриквеница                    | —                                  | — |
| | Миће Мариновић          | Сресер, код Јањине            | —                                  | — |
| | Владимир Назор          | Загреб                        | вајар Стјепан Грачан, 1972.        | — |
| | Владимир Назор          | Постира, Брач                 | —                                  | — |
| | Владимир Назор          | Цриквеница                    | вајар Звонко Цар                   | — |
| | Павле Пап Шиља          | Загреб                        | вајар Александар Јовановски, 1980. | — |
| | Стјепан Петњарић Тарзан | Валпово                       | —                                  | — |
| | Зденко Петрановић       | Делнице                       | 1981.                              | — |
| | Ружа Петровић           | Пула                          | 2013.                              | — |
| | Моша Пијаде             | Загреб                        | вајар Антун Аугустинчић, 1954.     | стајао испред Радничког универзитета „Моша Пијаде“ (данас Пучко отворено училиште), 1993. премештен у круг Дома закладе „Лавослав Шварц“ |
| | Јоаким Раковац          | Пореч                         | вајар Винко Матковић               | — |
| | Никола Рачки            | Делнице                       | 2006.                              | — |
| | Ђулио Ревеланте         | Пула                          | 2013.                              | — |
| | Иво Лола Рибар          | Илок                          | —                                  | — |
| | Иво Лола Рибар          | Ђаково                        | вајар Тома Росандић, 1953.         | — |
| | Милан Рустанбег         | Делнице                       | 1981.                              | — |
| | Ђуро Салај              | Валпово                       | —                                  | — |
| | Антун Сарделић Биок     | Блато, Корчула                | —                                  | на фотографији, десна биста |
| | Јосип Скочилић          | Брибир, код Новог Винодолског | —                                  | — |
| | Иван Собол              | Цриквеница                    | вајар Звонко Цар                   | на фотографији, десна биста |
| | Томо Стризић            | Брибир, код Новог Винодолског | —                                  | — |
| | Иванка Трохар           | Делнице                       | 1981.                              | — |
| | Никола Цар Црни         | Цриквеница                    | вајар Звонко Цар                   | — |
| | Фрањо Цар               | Цриквеница                    | вајар Звонко Цар                   | на фотографији, лева биста |
| | Срђан Узелац            | Врбовско                      | —                                  | — |
| | Стјепан Стева Филиповић | Опузен                        | вајари Миро Вуцо и Стјепан Гачеша  | миниран у ноћи са 17. na 18. јула 1991.                                                                                                  |
| | Већеслав Хољевац        | Загреб                        | вајар Стјепан Грачан, 1994.        | — |
| | Већеслав Хољевац        | Карловац                      | —                                  | — |
| | Већеслав Хољевац        | Нови Загреб                   | вајар Иван Саболић, 1972.          | — |
| | Витомир Широла          | Вишково                       | —                                  | — |
| | Витомир Широла          | Ријека                        | —                                  | — |